# رابرت دیوید استیل
رابرت دیوید استیل (انگلیسی: Robert David Steele؛ زادهٔ ۱۶ ژوئیهٔ ۱۹۵۲) یک مهندس رایانه، و تاریخ‌نگار اهل ایالات متحده آمریکا است. وی خود را برای انتخابات ریاست جمهوری ایالات متحده آمریکا، در سال ۲۰۱۶ کاندید نمود.